# The Exies
The Exies est un groupe de grunge américain formé en 1997, originaire de Los Angeles en Californie. Le groupe dont le nom entier est "The Existentialists" a été actif de 1997 à 2010 et compte 4 albums studio vendus à 400.000 exemplaires,. Le groupe fait son retour en 2023 avec un simple "Spirits High".[réf. souhaitée]